# Максимовський сільський округ
Макси́мовський сільський округ (каз. Максимовка ауылдық округі, рос. Максимовский сельский округ) — адміністративна одиниця у складі Сандиктауського району Акмолинської області Казахстану. Адміністративний центр — село Максимовка.
Населення — 1609 осіб (2021; 1900 у 2009, 2522 у 1999, 3137 у 1989).
Станом на 1989 рік існували Максимовська сільська рада (села Владимировка, Максимовка) та Спаська сільська рада (села Новий Городок, Спаське).

## Склад
До складу округу входять такі населені пункти:
| Населений пункт     | Населення, осіб (1989) | Населення, осіб (1999) | Населення, осіб (2009) | Населення, осіб (2021) |
| ------------------- | ---------------------- | ---------------------- | ---------------------- | ---------------------- |
| Владимировка, село  | 666                    | 453                    | 272                    | 211                    |
| Максимовка, село    | 1519                   | 1268                   | 1072                   | 1001                   |
| Новий Городок, село | 380                    | 301                    | 176                    | 105                    |
| Спаське, село       | 572                    | 500                    | 380                    | 292                    |